# Triadenum breviflorum
Triadenum breviflorum är en johannesörtsväxtart som först beskrevs av Nathaniel Wallich och William Turner Thiselton Dyer, och fick sitt nu gällande namn av Y. Kimura. Triadenum breviflorum ingår i släktet Triadenum och familjen johannesörtsväxter. Inga underarter finns listade i Catalogue of Life.